# Jean-Luc Vannuchi
Pour les articles homonymes, voir Vannuchi.
Jean-Luc Vannuchi, né le 13 septembre 1970 à Marseille, est un footballeur français qui évoluait au poste de défenseur, devenu ensuite entraîneur.

## Biographie
Jean-Luc Vannuchi commence sa carrière à l'OGC Nice, avant de jouer pour l'EA Guingamp, l'AS Cannes et enfin le Nîmes Olympique.
En 1997, il dispute la finale de la Coupe de France avec l'EA Guingamp contre son club formateur qu'il a quitté la saison précédente, l'OGC Nice. Il rentre en cours de jeu lors de la prolongation et réussit son tir au but face à Bruno Valencony. Mais les Niçois remportent la séance et le trophée.
Une fois sa carrière de footballeur terminée, Jean-Luc Vannuchi reste au sein du club de Nîmes pour entraîner l'équipe réserve. En décembre 2007, à la suite de la démission de Laurent Fournier, il est nommé entraîneur de l'équipe fanion qui joue alors en National (3e division). Sous sa conduite, elle accède en Ligue 2 à l'issue de la saison 2007-2008. Mais il ne restera pas longtemps en poste à cet échelon, étant démis de ses fonctions le 14 décembre 2008, en raison de mauvais résultats.
En septembre 2009, il devient l'entraîneur du Paris Football Club à la suite de l'éviction de Jean-Marc Pilorget. En mai 2011, une fois le maintien du club assuré, il annonce qu'il ne prolongera pas dans la capitale. 
Il obtient son diplôme d'entraîneur professionnel de football (DEPF) en mai 2011.
Le 17 mars 2014, il est nommé entraîneur de l'AJ Auxerre en remplacement de Bernard Casoni, remercié le jour même. Lors de sa première saison complète au club, il parvient à hisser l'AJ Auxerre en finale de Coupe de France, qu'il perd 1 à 0 contre le Paris Saint-Germain, champion de France. Il va jusqu'au terme de son contrat en 2016, terminant par une huitième place en Ligue 2.
Le 1er juin 2016, il devient l'entraîneur du Gazélec Ajaccio, équipe reléguée en Ligue 2, pour deux ans en remplacement de Thierry Laurey. Neuvième au terme de la saison, il quitte le club à la suite de divergences sur les orientations futures du club, à un an du terme de son contrat.
Il rejoint la DTN en 2018, et devient sélectionneur national.

## Palmarès

### Joueur
- Champion de France de D2 en 1994 avec l'OGC Nice
- Finaliste de la Coupe de France en 1997 avec l'EA Guingamp

### Entraîneur
- Finaliste de la Coupe de France en 2015 avec l'AJ Auxerre

## Anecdote
Jean Luc Vannuchi est un ami proche de Jérôme Alonzo, ancien gardien de but du PSG. Ils étaient ensemble au centre de formation de l'OGC Nice où ils sont ensuite devenus professionnels en 1993.